# طواف أمريكا للدراجات 2005–06
طواف أمريكا للدراجات 2005–06 (بالإنجليزية: 2005–06 UCI America Tour) هو الموسم 2 من  طواف أمريكا للدراجات،  بدأ في 2 أكتوبر 2005،  وأختتم في 12 سبتمبر 2006.

## السباقات
| طواف أمريكا للدراجات      | طواف أمريكا للدراجات | طواف أمريكا للدراجات                                    | طواف أمريكا للدراجات         | طواف أمريكا للدراجات    | طواف أمريكا للدراجات    | طواف أمريكا للدراجات | طواف أمريكا للدراجات |
| التاريخ                   | #                    | السباق                                                  | الفائز                       | الثاني                  | الثالث                  |                      |                      |
| ------------------------- | -------------------- | ------------------------------------------------------- | ---------------------------- | ----------------------- | ----------------------- | -------------------- | -------------------- |
| 02 – 08 أكتوبر 2005       | 1                    | Clasico Ciclistico Banfoandes ‏                          | José Rujano ‏                 | Gregorio Ladino ‏        | Wilmer Vásquez ‏         |                      |                      |
| 08 – 13 نوفمبر 2005       | 2                    | Doble Copacabana Grand Prix Fides ‏                      | Libardo Niño ‏                | إيفان كازاس             | Mauricio Neiza ‏         |                      |                      |
| 16 – 29 ديسمبر 2005       | 3                    | فولتا كوستاريكا                                         | حزقيال كارلوس روجاس          | Henry Raabe ‏            | أندريه أمادور           |                      |                      |
| 07 – 20 يناير 2006        | 4                    | فولتا تاشيرا                                            | مانويل مدينا                 | خوسيه سيربا             | Hernán Buenahora ‏       |                      |                      |
| 8 يناير                   | 5                    | 2006 Copa América de Ciclismo ‏                          | Nilceu Aparecido dos Santos ‏ | Rodrigo de Mello Brito ‏ | هيكتور أغيلار           |                      |                      |
| 07 – 19 فبراير 2006       | 6                    | Vuelta a Cuba ‏                                          | بيدرو بابلو بيريز            | Matija Kvasina ‏         | Franklin Chacón ‏        |                      |                      |
| 19 – 26 فبراير 2006       | 7                    | طواف كاليفورنيا                                         | فلويد لانديس                 | ديفيد زابريسكي          | بوبي جوليك              |                      |                      |
| 28 فبراير – 05 مارس 2006  | 8                    | Vuelta Sonora ‏                                          | Gregorio Ladino ‏             | Héctor Rangel ‏          | جون بارا                |                      |                      |
| 08 – 12 مارس 2006         | 9                    | Volta Ciclística de Porto Alegre ‏                       | أرماندو كامارغو ‏             | Miguel Direnna ‏         | Magno Nazaret ‏          |                      |                      |
| 09 – 19 مارس 2006         | 10                   | Vuelta Ciclista Por Un Chile Lider ‏                     | Andrei Sartassov ‏            | Marco Arriagada ‏        | Jorge Giacinti ‏         |                      |                      |
| 19 – 26 مارس 2006         | 11                   | Volta de Ciclismo Internacional do Estado de São Paulo ‏ | Alex Diniz ‏                  | Pedro Autran Nicacio ‏   | البرازيل                |                      |                      |
| 18 – 23 أبريل 2006        | 12                   | 2006 Tour de Georgia ‏                                   | فلويد لانديس                 | توم دانيلسون            | ياروسلاف بوبوفيتش       |                      |                      |
| 29 أبريل – 06 مايو 2006   | 13                   | Vuelta a El Salvador ‏                                   | Gregorio Ladino ‏             | Libardo Niño ‏           | Francisco Colorado ‏     |                      |                      |
| 04 – 14 مايو 2006         | 14                   | 2006 Vuelta Ciclista de Chile ‏                          | Andrei Sartassov ‏            | Jorge Giacinti ‏         | لويس فرناندو سيبولفيدا  |                      |                      |
| 11 – 14 مايو 2006         | 15                   | Doble Sucre Potosí GP Cemento Fancesa ‏                  | أليخاندرو راميريز            | ألفارو سييرا            | خافيير دي جيسوس زاباتا  |                      |                      |
| 24 – 28 مايو 2006         | 16                   | Volta Ciclística Internacional do Paraná ‏               | Márcio May ‏                  | Jorge Giacinti ‏         | MacDonald Fernandes ‏    |                      |                      |
| 4 يونيو                   | 18                   | Elite Road PanAmerican Championships ITT ‏               | Pedro Autran Nicacio ‏        | Magno Nazaret ‏          | Eric Wohlberg ‏          |                      |                      |
| 4 يونيو                   | 17                   | Lancaster Classic ‏                                      | جاكسون ستيوارت               | خوان خوسيه هايدو        | سيرغي لاجوتين           |                      |                      |
| 6 يونيو                   | 19                   | Elite Road PanAmerican Championships RR ‏                | خوسيه سيربا                  | Breno Sidoti ‏           | Alex Diniz ‏             |                      |                      |
| 8 يونيو                   | 20                   | Reading Classic ‏                                        | جريج هندرسون                 | سيرغي لاجوتين           | داني بات                |                      |                      |
| 11 يونيو                  | 21                   | Philadelphia International Championship ‏                | جريج هندرسون                 | إيفان دومينغيز          | Oleg Grishkin ‏          |                      |                      |
| 13 – 18 يونيو 2006        | 22                   | تور دي بوس                                              | Valery Kobzarenko ‏           | سيرغي لاجوتين           | داني بات                |                      |                      |
| 09 – 16 يوليو 2006        | 23                   | Vuelta Oaxaca ‏                                          | Fausto Esparza ‏              | خورخي هومبيرتو مارتينيز | Héctor Rangel ‏          |                      |                      |
| 16 يوليو                  | 24                   | Meeting Internacional de Goiania ‏                       | هيكتور أغيلار                | Rodrigo de Mello Brito ‏ | Kleber dos Santos Neve ‏ |                      |                      |
| 05 – 20 أغسطس 2006        | 25                   | فولتا كولومبيا                                          | José Castelblanco ‏           | دانيال رينكون           | ألفارو سييرا            |                      |                      |
| 28 أغسطس – 10 سبتمبر 2006 | 26                   | فويلتا فنزويلا ‏                                         | خوسيه سيربا                  | José Castelblanco ‏      | خوسيه شاكون دياز        |                      |                      |
| 9 سبتمبر                  | 27                   | Univest Grand Prix ‏                                     | شون ميلن                     | Fausto Esparza ‏         | شون سوليفان             |                      |                      |

## وصلات خارجية
- الموقع الرسمي